# Christophe Lambert (Unternehmer)

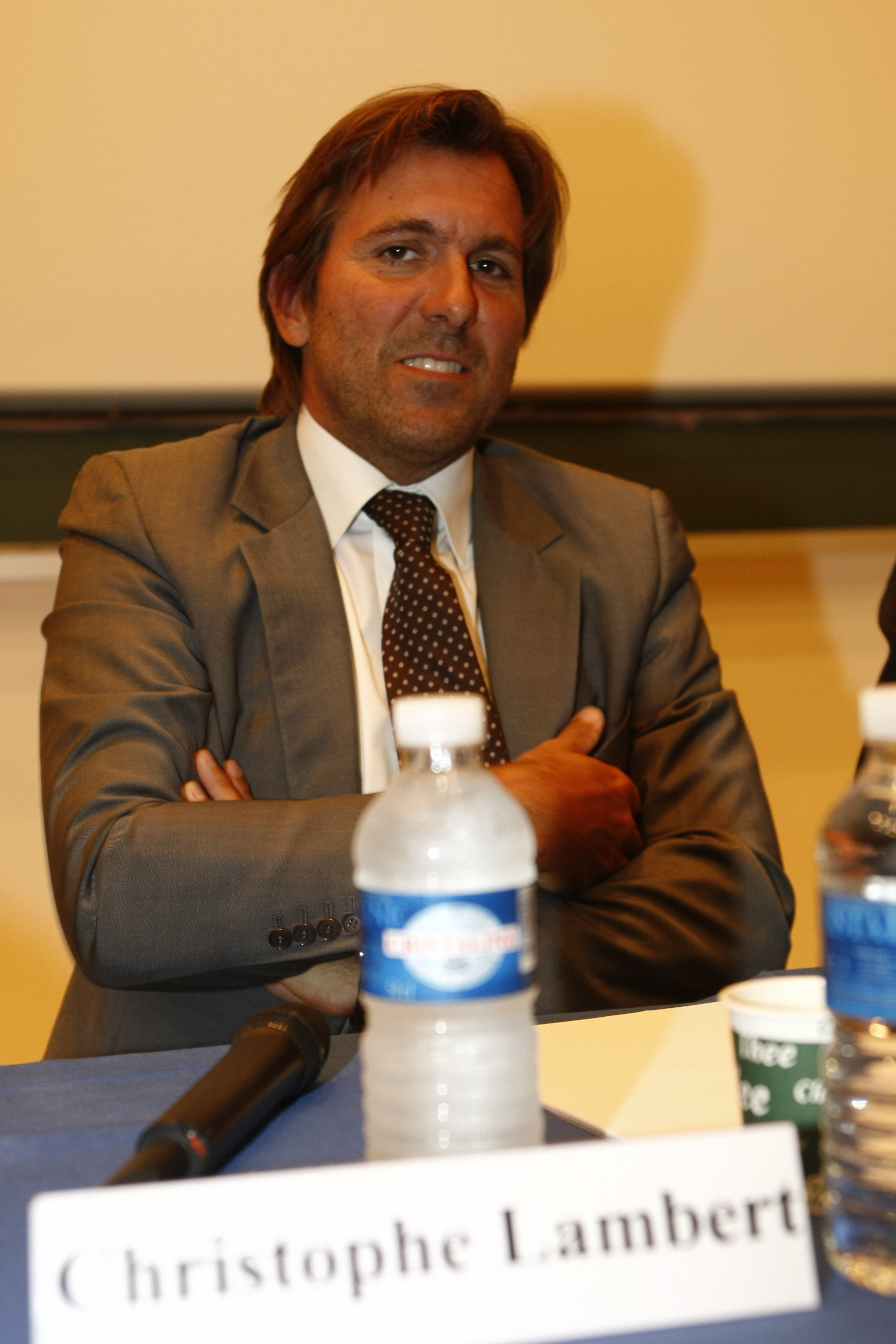
Christophe Lambert (2008)

Christophe Lambert (* 10. Oktober 1964 in Fontenay-sous-Bois; † 13. Mai 2016 in Marseille) war ein französischer Unternehmer und Filmproduzent. Von 2010 bis 2016 war er CEO des Filmproduktionsunternehmens EuropaCorp.

## Leben
Christophe Lambert wurde 1964 im nordfranzösischen Fontenay-sous-Bois geboren.
Nach einem Studium der Politikwissenschaften im kanadischen Montreal begann er wie sein Vater eine Karriere in der Werbebranche. Er arbeitete unter anderem bei Publicis, BDDP, Opera RLC und Euro RSCG Paris. Im Jahr 2003 wurde er Geschäftsführer von Publicis Conseil, wo er ein enger Mitarbeiter des Publicis-Konzernchefs Maurice Lévy wurde.
2010 wechselte er zu Luc Bessons Filmproduktionsunternehmen EuropaCorp, wo er als CEO des Unternehmens agierte. Lambert war Miteigentümer von EuropaCorp und hielt 9,9 % der Aktien, die einen Marktwert von ca. 13 Millionen EUR hatten. Zwischen 2013 und 2015 fungierte Lambert auch als Produzent bzw. Co-Produzent einiger Filme.
Im Dezember 2015 schloss er die Filmfinanzierung von Luc Bessons nächstem Regieprojekt Valerian – Die Stadt der tausend Planeten ab, welches mit einem Budget von fast 200 Millionen EUR das bis dato teuerste französische Filmprojekt war.
Kurz darauf gab er im Februar 2016 überraschend seinen Rückzug vom Posten des EuropaCorp-CEO bekannt. Sein Nachfolger wurde Marc Shmuger. Obwohl Lambert betonte, der Rückzug sei freiwillig erfolgt, spekulierten Brancheninsider über eine mögliche Kündigung durch das Unternehmen. Am 13. Mai 2016 verstarb Lambert im Alter von 51 Jahren an den Folgen von Lungenkrebs in einem Marseiller Krankenhaus.
Von 1987 bis 1989 war er mit Anne-Marie Cahier verheiratet. In zweiter Ehe war er seit 1991 mit der Werbemanagerin Marie-Catherine Dupuy verheiratet. Aus der Ehe ging eine Tochter hervor. Nach der Scheidung von Dupuy heiratete er die Stierkämpferin Marie Sara. Aus dieser dritten Ehe, die bis zu Lamberts Tod hielt, gingen zwei weitere Kinder hervor.

## Filmografie
Producer
- 2013: It Boy – Liebe auf Französisch (20 ans d’écart)
- 2014: Saint Laurent
- 2015: Encore heureux

Co-Producer
- 2013: Eine ganz ruhige Kugel (Les invincibles)

Executive Producer
- 2014: 3 Days to Kill
- 2016: Die verrückte Reise von Max & Leon (La folle histoire de Max et Léon)